# Giovanni Colonna (biografo)

Stemma della famiglia Colonna

Giovanni Colonna (Gallicano, 1298  circa – Tivoli, 1343  circa) è stato uno storico italiano.

## Biografia
Figlio di Bartolomeo, del ramo dei Colonna di Gallicano, studiò a Chartres, a Troyes, ad Amiens e a Parigi, dove si fece frate domenicano intorno al 1320. Nel 1324 divenne predicatore generale dell'Ordine e fu cappellano del vescovo di Nicosia Giovanni Conti: a Cipro rimase fino alla morte di questi, avvenuta nel 1332. 
Nel 1332 G. Golonna si recò ad Avignone dove si trovava l'omonimo cardinale, suo parente, alle cui dipendenze lavorava il poeta Francesco Petrarca le cui doti scrittorie erano al servizio della potente famiglia Colonna. 
Sempre nel 1332 inizia ad essere elaborato il Liber de viris illustribus attribuito a Giovanni Colonna, la cui prima recensione è terminata intorno al 1337-38, gli stessi anni (1337/38) in cui Petrarca inizia a elaborare un'opera omonima (incompiuta). Poco dopo, grazie ai Colonna, il poeta sarà incoronato in Campidoglio. 
Se è veramente lui il corrispondente delle Familiari di Francesco Petrarca (e la cosa pare certa), allora Giovanni Colonna avrebbe viaggiato per mare (Familiari, II, 8, 3) in particolare in Egitto, in Persia e in Arabia (VI, 3, 59 e 62) e poi sarebbe stato alla corte papale di Avignone, dove frequentò il poeta e iniziò la composizione delle biografie del De viris illustribus. Costretto a lasciare Avignone per le invidie di certi suoi nemici (II, 5, 1; II, 6, 2), tornò a Roma, dove nel 1337 frequentò ancora il Petrarca (VI, 2) e nel 1338 fu priore vicario di Santa Sabina. L'anno dopo fu a Tivoli (VI, 3, 6 e 67), dove continuò ad attendere agli studi e alla stesura del suo Mare historiarum, e dove morì probabilmente alla fine del 1343 (V, 2, 5). Il Petrarca gli dedicò anche la perduta commedia Philologia. 
Parte della storiografia ritiene che l'opera a lui attribuita (Liber de viris illustribus), una raccolta di 330 brevi biografie, fosse nota al Petrarca il quale ne sarebbe rimasto influenzanto nella stesura della sua omonima opera posteriore; tuttavia, è ipotizzabile che il Petrarca, dopo avere onorato con le proprie doti scrittorie la famiglia Colonna, maturando esperienza nella redazione di simile genere letterario, terminata la collaborazione per il primo lavoro (1332-1337/38) abbia deciso di dedicarsi a un'opera finalmente propria; in proposito fa riflettere la scelta dell'identico titolo. Essa è attestata in quattro manoscritti conservati nella Biblioteca universitaria di Bologna, nella Marciana di Venezia, nella Casanatense di Roma e nell'Apostolica Vaticana. Le biografie, disposte in ordine alfabetico, si dividono in due parti: le vite degli uomini illustri pagani e cristiani. Le fonti del Colonna sono costituite soprattutto da san Girolamo, da Isidoro di Siviglia, da Vincenzo di Beauvais e da Walter Burley.
Il Mare historiarum, sette libri di 732 capitoli, è una storia universale che dalle origini del mondo si spinge fino al 1250, rimanendo qui interrotta per la morte dell'autore. L'opera è presente in quattro manoscritti conservati nella Biblioteca nazionale di Parigi, il Par. lat. 4914 e il Par. lat. 4915 (splendidamente miniato), nella Biblioteca Apostolica Vaticana, il Vat. lat. 4963, e nella Biblioteca Medicea Laurenziana, l'Edili 173 (autografo). Fu tradotta in castigliano nel XV secolo da Fernán Pérez de Guzmán con il titolo di Mar de Historias.

## Opere
- Liber de viris illustribus
- Mare historiarum